# Bathycolpodes anisotes
Bathycolpodes anisotes là một loài bướm đêm trong họ Geometridae.